# Atletica leggera ai Giochi della XV Olimpiade
Ai Giochi della XV Olimpiade di Helsinki nel 1952 vennero assegnati 33 titoli in gare di atletica leggera, di cui 24 maschili e 9 femminili
- Durata del programma: dal 20 al 27 luglio
- Nazioni partecipanti: 57[1]
- Atleti partecipanti: 963, di cui 776 uomini e 187 donne[1]
- Tornano nella famiglia olimpica la Germania (con una squadra unica) ed il Giappone. Fa il suo esordio olimpico l'Unione Sovietica, il cui Comitato olimpico è stato riconosciuto dal CIO un anno prima dei Giochi
- Sede delle gare: Stadio Olimpico di Helsinki
- Nell'atletica maschile: 5 nuovi record mondiali, 17 nuovi record olimpici
- Nell'atletica femminile: 5 nuovi record mondiali, 3 nuovi record olimpici

## Partecipazione
Sono riammesse nella famiglia olimpica Giappone e Germania, quest'ultima con una squadra unificata che riunisce il meglio di due Stati. Nel 1949, infatti, si erano costituiti due nuovi stati tedeschi indipendenti sulle ceneri della Germania nazista: la Repubblica Federale Tedesca (BRD) e la Repubblica Democratica Tedesca (DDR). Ai Giochi olimpici i due Paesi partecipano con una squadra unica. Per le gare di atletica leggera, però, la DDR non invia ad Helsinki nessun proprio atleta.
Ad Helsinki sono presenti 57 nazioni, il numero più alto raggiunto finora:
| Paese            | Atleti |
| ---------------- | ------ |
| Argentina        | 16     |
| Australia        | 17     |
| Austria          | 15     |
| Belgio           | 21     |
| Bermuda          |        |
| Brasile          | 10     |
| Bulgaria         |        |
| Canada           | 22     |
| Cecoslovacchia   | 20     |
| Ceylon           |        |
| Cile             | 15     |
| Corea del Sud    |        |
| Cuba             |        |
| Danimarca        | 11     |
| Egitto           | 7      |
| Filippine        |        |
| Finlandia        | 69     |
| Francia          | 54     |
| Germania         | 39     |
| Ghana            | 7      |
| Giamaica         | 7      |
| Giappone         | 19     |
| Gran Bretagna    | 66     |
| Grecia           | 11     |
| Guatemala        |        |
| India            | 8      |
| Indonesia        |        |
| Iran             |        |
| Irlanda          |        |
| Islanda          | 9      |
| Israele          |        |
| Italia           | 33     |
| Jugoslavia       | 19     |
| Lussemburgo      | 7      |
| Messico          |        |
| Nigeria          | 9      |
| Norvegia         | 19     |
| Nuova Zelanda    |        |
| Pakistan         | 16     |
| Polonia          | 29     |
| Portogallo       | 7      |
| Porto Rico       | 10     |
| Romania          | 12     |
| Singapore        |        |
| Stati Uniti      | 71     |
| Sudafrica        | 13     |
| Svezia           | 45     |
| Svizzera         | 28     |
| Thailandia       | 8      |
| Turchia          | 13     |
| Ungheria         | 35     |
| Unione Sovietica | 77     |
| Uruguay          |        |
| Venezuela        | 7      |
| Vietnam          |        |

Prima partecipazione assoluta nell'atletica leggera per:
- 4 stati sovrani: Guatemala, Iran, Unione Sovietica e Venezuela
- 2 colonie britanniche: Ghana e Nigeria.

Tra gli Stati di recente indipendenza, partecipano per la prima volta: Indonesia, Israele, Thailandia e Vietnam.
Ritornano, dopo un'assenza, Bulgaria e Romania.
Rinunciano invece Birmania, Cina, Colombia, Guyana britannica, Iraq, Liechtenstein, Malta, Panama, Perù e Trinidad e Tobago.

## Il punto tecnico
Anche in questa edizione dei Giochi i tempi vengono rilevati con il cronometraggio elettrico, seppur con mere funzioni di riserva. Questa volta, però, i tempi automatici vengono resi di pubblico dominio grazie alla ricostruzione dello statistico inglese Bob Sparks (membro dell'Associazione internazionale degli statistici di atletica leggera, ATFS), che ottiene l'accesso alle pellicole del fotofinish.
Entra in vigore il nuovo regolamento per stabilire l'ordine d'arrivo del salto in alto. Viene abolito il salto di spareggio. Nel caso in cui nessuno dei concorrenti superi l'ultima misura, viene dichiarato vincitore chi ha valicato la misura precedente al primo salto. In caso di parità si contano gli errori; in caso di ulteriore parità si conta il numero di salti totali. Solo se la parità persiste viene dato un ex aequo.
Entra in vigore la nuova tabella di punteggio del decathlon, messa a punto dagli svedesi. Durerà fino al 1963 compreso.

## Medagliere
| Posizione | Paese            | Oro | Argento | Bronzo | Totale |
| --------- | ---------------- | --- | ------- | ------ | ------ |
| 1         | Stati Uniti      | 15  | 10      | 6      | 31     |
| 2         | Cecoslovacchia   | 4   | 1       | 0      | 5      |
| 3         | Australia        | 3   | 0       | 1      | 4      |
| 4         | Unione Sovietica | 2   | 8       | 7      | 17     |
| 5         | Giamaica         | 2   | 3       | 0      | 5      |
| 6         | Italia           | 1   | 1       | 0      | 2      |
| 6         | Sudafrica        | 1   | 1       | 0      | 2      |
| 8         | Ungheria         | 1   | 0       | 4      | 5      |
| 9         | Svezia           | 1   | 0       | 2      | 3      |
| 10        | Brasile          | 1   | 0       | 1      | 2      |
| 10        | Nuova Zelanda    | 1   | 0       | 1      | 2      |
| 12        | Lussemburgo      | 1   | 0       | 0      | 1      |
| 13        | Germania         | 0   | 3       | 5      | 8      |
| 14        | Francia          | 0   | 2       | 0      | 2      |
| 15        | Gran Bretagna    | 0   | 1       | 4      | 5      |
| 16        | Argentina        | 0   | 1       | 0      | 1      |
| 16        | Paesi Bassi      | 0   | 1       | 0      | 1      |
| 16        | Svizzera         | 0   | 1       | 0      | 1      |
| 19        | Finlandia        | 0   | 0       | 1      | 1      |
| 19        | Venezuela        | 0   | 0       | 1      | 1      |
| Totale    | Totale           | 33  | 33      | 33     | 99     |